# Cheetah Girls – Auf nach Spanien
Cheetah Girls – Auf nach Spanien (Originaltitel: The Cheetah Girls 2) ist die Fortsetzung des Films Cheetah Girls – Wir werden Popstars aus dem Jahr 2006. Regie führte Kenny Ortega.

## Handlung
Die Cheetah Girls Galleria, Chanel, Dorinda und Aqua reisen nach Spanien, um dort an einem Talentwettbewerb teilzunehmen. Doch die Mädchen vergessen in Barcelona den wahren Grund ihrer Reise und gehen ohne die anderen shoppen, tanzen oder singen, sodass Galleria die Band aufgeben will. Rechtzeitig können sich die Freundinnen wieder versöhnen, um danach zu erfahren, dass sie die Wettbewerbsregeln verletzt haben, als sie am Tag zuvor Geld für einen Auftritt bekamen.

## Besetzung und Synchronisation
| Rolle                   | Schauspieler         | Deutscher Synchronsprecher |
| ----------------------- | -------------------- | -------------------------- |
| Galleria Garibaldi      | Raven-Symoné Pearman | Sonja Spuhl                |
| Chanel Simmons          | Adrienne Bailon      | Maria Koschny              |
| Dorinda Thomas          | Sabrina Bryan        | Catrin Dams                |
| Aquanette „Aqua“ Walker | Kiely Williams       | Yara Blümel-Meyers         |
| Marisol                 | Belinda Peregrin     | Beatrice Hernandez         |
| Juanita                 | Lori Alter           | Katharina Koschny          |
| Luc                     | Abel Folk            | Abelardo Decamili          |
| Lola                    | Kim Manning          | Cecilia Pillado            |
| Joaquin                 | Golan Yosef          | Nico Mamone                |
| Dorothea                | Lynn Whitfield       | Peggy Sander               |
| Angel                   | Peter Vives          | Martin Nuñez               |

deutsche Bearbeitung: FFS Film- & Fernseh-Synchron GmbH

Buch und Dialogregie: Claudia Urbschat-Mingues

## Soundtrack
Die folgende Liste beinhaltet die Songs, wie sie auf der CD enthalten sind:
1. „The Party's Just Begun“ – The Cheetah Girls
2. „Strut“ – The Cheetah Girls ft. Peter Vives
3. „Dance with Me“ – Drew Seeley ft. Belinda
4. „Why Wait“ – Belinda
5. „A la Nanita Nana“ – Belinda ft. The Cheetah Girls
6. „Do Your Own Thing“ – Raven-Symoné
7. „It's Over“ – The Cheetah Girls
8. „Step Up“ – The Cheetah Girls
9. „Amigas Cheetahs“ – The Cheetah Girls ft. Belinda
10. „Cherish the Moment“ – The Cheetah Girls
11. „Cheetah Sisters (Barcelona Mix)“ – The Cheetah Girls
12. „Everyone's a Star“ – Raven-Symoné
13. „It's Gonna Be Alright“ – Raven-Symoné